# Flujo incompresible
En  mecánica de fluidos, un flujo se clasifica en  compresible e incompresible, dependiendo del nivel de variación de la densidad del fluido durante ese flujo. La incompresibilidad es una aproximación en la que la densidad se supone constante a lo largo de todo el flujo. Por lo tanto, el volumen de todas las porciones del fluido permanece inalterado sobre el curso de su movimiento cuando el flujo o el fluido es incompresible. En la práctica, las densidades de los líquidos son prácticamente constantes a una temperatura dada, por lo que el flujo de los líquidos se suele suponer incompresible.
Cuando se analizan flujos de gas a velocidades altas, la velocidad del flujo a menudo se expresa en términos del número adimensional de Mach, que se define como
{\displaystyle M={\frac {v}{c}}}
donde v es la velocidad del flujo en ese medio y c es la velocidad del sonido en ese medio, cuyo valor es de 346 m/s en el aire a temperatura ambiente al nivel del mar. Se dice que un flujo es sónico cuando Ma=1, subsónico cuando Ma<1, supersónico cuando Ma>1, e hipersónico cuando Ma>>1.
Los flujos de líquidos son incompresibles hasta un nivel alto de exactitud, pero el nivel de variación de la densidad en los flujos de gases y el nivel consecuente de aproximación que se hace cuando se modelan estos flujos como incompresibles depende del número de Mach.
Con frecuencia, los flujos de gases se pueden aproximar como incompresibles si los cambios en la densidad se encuentran por debajo de alrededor de 100 m/s. Así el flujo de un gas no es necesariamente compresible.

## Fluido incompresible
Un fluido incompresible es cualquier fluido cuya densidad siempre permanece constante con el tiempo, y tiene la capacidad de oponerse a la compresión del mismo bajo cualquier condición. Esto quiere decir que ni la masa ni el volumen del fluido puede cambiar. El agua es un fluido casi incompresible, es decir, la cantidad de volumen y la cantidad de masa permanecerán prácticamente iguales, aún bajo presión. De hecho, todos los fluidos son compresibles, algunos más que otros. La compresión de un fluido mide el cambio en el volumen de una cierta cantidad de líquido cuando se somete a una presión exterior.
Por esta razón, para simplificar las ecuaciones de la mecánica de fluidos, se considera que los líquidos son incompresibles. En términos matemáticos, esto significa que la densidad de tal fluido se supone constante
{\displaystyle \rho =\rho _{0}={\textrm {constante}}.}
La ecuación de la conservación de la masa toma entonces una forma particularmente sencilla bajo la forma integral en una superficie cerrada:
{\displaystyle \iint \limits _{S}\!\!\!\!\!\!\!\!\!\!\!\subset \!\supset (\mathbf {J} \cdot \mathrm {d} \mathbf {S} )=0,}
donde J representa el flujo de masa, lo que indica la igualdad de masa de fluido que entra y sale bajo una área determinada, o bien bajo forma local
{\displaystyle \mathrm {div} \;\mathbf {v} =0}
cuya condición equivalente es que la divergencia de la velocidad de un fluido se anule.
Se debe prestar atención a todas las propiedades del fluido (aire, agua) para definir las condiciones de flujo. Esto se debe a que todas las propiedades están conectadas entre sí. Si la presión o la temperatura de un fluido cambia, su densidad generalmente también cambia (a menos que se trate de un fluido incompresible). La densidad del aire en un día caluroso es más baja que en un día frío. A grandes alturas, donde la presión es más baja, la densidad del aire es también más baja.

## La ecuación de Bernoulli y un criterio para el flujo incompresible
Una de las ecuaciones más utilizadas en mecánica de fluidos es la ecuación de Bernoulli:

(0){\displaystyle {\frac {P}{\rho }}+{\frac {V^{2}}{2}}+gz={\mbox{cte.}}}

Se demostrará que en el límite de números de Mach muy pequeños, la ecuación isoenergética e isoentrópica para la presión se vuelve idéntica a la ecuación de Bernoulli, creando un criterio para decidir si el flujo de un gas se puede tratar como incompresible.
Considerando un flujo estacionario sin esfuerzo cortante, trabajo en el eje o transferencia de calor. A estas condiciones, la presión de estancamiento es constante. Se supondrá que los cambios en elevación son despreciables. Si el fluido es incompresible, la presión en cualquier lugar se puede calcular a partir de la ecuación de Bernoulli en la forma de presión (Flujo incompresible):

(1){\displaystyle P=P_{0}-{\frac {\rho V^{2}}{2}}}

Si el fluido es compresible y un gas ideal, las presiones estática y de estancamiento están relacionadas por medio de (Flujo compresible):

(2){\displaystyle P=P_{0}\left(1+{\frac {k-1}{2}}M^{2}\right)^{\frac {k}{k-1}}}

Si la consideración se restringe a números de Mach menores que 1, se puede desarrollar el binomio que contiene al número de Mach en una serie infinita empleando el teorema binomial de Newton:

(3){\displaystyle P=P_{0}\left(1+{\frac {k-1}{2}}M^{2}\right)^{\frac {k}{k-1}}\approx P_{0}\left(1+{\frac {k}{2}}M^{2}+{\frac {k}{8}}M^{4}+O(M^{6})\right)}

De la ecuación:

(4){\displaystyle M^{2}={\frac {V^{2}}{kP}}}

Se tiene:

(5){\displaystyle P_{0}\approx P\left[1-{\frac {V^{2}}{2}}\left(1+{\frac {M^{2}}{4}}\right)\right]}

Si el número de Mach es pequeño, entonces M2/4 es pequeño comparado con 1 y se puede escribir que:

(6){\displaystyle P_{0}\approx P\left[1-{\frac {V^{2}}{2}}\right]}

En consecuencia, la ecuación Bernoulli es una aproximación a la relación de presión del flujo isoenergetico e isoentropico para números de Mach pequeños. Lo preciso de esta aproximación depende de lo pequeño del número de Mach. La ecuación (5) muestra que a bajos números de Mach el error es proporcional a M2/4. si se deseara limitar el error al emplear la ecuación Bernoulli para el cálculo de la presión a no más del 2 por ciento, entonces:

{\displaystyle M<{\sqrt {4\cdot 0.02}}\approx 0.283}

No hay nada especial en el error del 2 por ciento. Para estimaciones gruesas, un error del 5 por ciento podría ser aceptable, en cuyo caso el número de Mach debe ser menor que 0.45. El criterio más ampliamente utilizado para el límite entre el flujo compresible y el incompresible coloca el umbral del número de Mach en 0.3:
En general se puede suponer que un flujo con M < 0.3 sea incompresible.

## La ecuación de Navier-Stokes para flujo isotérmico incompresible
Por definición el tensor de esfuerzo es linealmente proporcional al tensor de razón de formación. Para flujo incompresible (ρ = constante), también se supone flujo aproximadamente isotérmico sabiendo que los cambios locales en temperatura son pequeños o inexistentes; esto elimina la necesidad de una ecuación diferencial de conservación de energía. Una consecuencia de la última suposición es que las propiedades del fluido, como viscosidad dinámica μ y la viscosidad cinemática v, también son constantes. Con dichas suposiciones se puede demostrar que el tensor de esfuerzo viscoso se reduce a:
Tensor de esfuerzo viscoso para un fluido newtoniano incompresible con propiedades constantes:

(7){\displaystyle T_{ij}=2\mu \epsilon _{ij}}

donde {\displaystyle \epsilon _{ij}} es el tensor de razón de deformación. La ecuación (7) muestra que el esfuerzo es linealmente proporcional a la deformación. En coordenadas cartesianas, se mencionan las nueve componentes del tensor de esfuerzo viscoso, seis de las cuales son independientes debido a su simetría:

(8){\displaystyle T_{ij}={\begin{pmatrix}T_{xx}&T_{xy}&T_{xz}\\T_{yx}&T_{yy}&T_{yz}\\T_{zx}&T_{zy}&T_{zz}\end{pmatrix}}={\begin{pmatrix}2\mu {\frac {\partial u}{\partial x}}&\mu \left({\frac {\partial u}{\partial y}}+{\frac {\partial v}{\partial x}}\right)&\mu \left({\frac {\partial u}{\partial z}}+{\frac {\partial w}{\partial x}}\right)\\\mu \left({\frac {\partial v}{\partial x}}+{\frac {\partial u}{\partial y}}\right)&2\mu {\frac {\partial v}{\partial y}}&\mu \left({\frac {\partial v}{\partial z}}+{\frac {\partial w}{\partial y}}\right)\\\mu \left({\frac {\partial w}{\partial x}}+{\frac {\partial u}{\partial z}}\right)&\mu \left({\frac {\partial w}{\partial y}}+{\frac {\partial v}{\partial z}}\right)&2\mu {\frac {\partial w}{\partial z}}\end{pmatrix}}}

En coordenadas cartesianas, el tensor de esfuerzo de la ecuación de fluidos en movimiento se convierte por lo tanto en:

(9){\displaystyle \sigma _{ij}={\begin{pmatrix}-P&0&0\\0&-P&0\\0&0&-P\end{pmatrix}}={\begin{pmatrix}2\mu {\frac {\partial u}{\partial x}}&\mu \left({\frac {\partial u}{\partial y}}+{\frac {\partial v}{\partial x}}\right)&\mu \left({\frac {\partial u}{\partial z}}+{\frac {\partial w}{\partial x}}\right)\\\mu \left({\frac {\partial v}{\partial x}}+{\frac {\partial u}{\partial y}}\right)&2\mu {\frac {\partial v}{\partial y}}&\mu \left({\frac {\partial v}{\partial z}}+{\frac {\partial w}{\partial y}}\right)\\\mu \left({\frac {\partial w}{\partial x}}+{\frac {\partial u}{\partial z}}\right)&\mu \left({\frac {\partial w}{\partial y}}+{\frac {\partial v}{\partial z}}\right)&2\mu {\frac {\partial w}{\partial z}}\end{pmatrix}}}

Ahora se sustituye la ecuación (8) en las tres componentes cartesianas de la ecuación de Cauchy. Considere primero la componente x, se convierte en:

(10){\displaystyle \rho {\frac {Du}{Dt}}=-{\frac {\partial P}{\partial x}}+\rho g_{x}+2\mu {\frac {\partial ^{2}u}{\partial x^{2}}}+\mu {\frac {\partial }{\partial y}}\left({\frac {\partial v}{\partial x}}+{\frac {\partial u}{\partial y}}\right)+\mu {\frac {\partial }{\partial z}}\left({\frac {\partial w}{\partial x}}+{\frac {\partial u}{\partial z}}\right)}

Dado que la presión consiste solo de un esfuerzo normal, únicamente aporta un término a la ecuación (10). Sin embargo, ya que el tensor de esfuerzo viscoso consiste tanto de esfuerzos normal como de corte, aporta tres términos. También en tanto las componentes de velocidad sean funciones suaves de x, y z, el orden de diferenciación es irrelevante. Par ejemplo, la primera parte del último término en la ecuación (10) se puede reescribir como:

{\displaystyle \mu {\frac {\partial }{\partial z}}\left({\frac {\partial w}{\partial x}}\right)=\mu {\frac {\partial }{\partial x}}\left({\frac {\partial w}{\partial z}}\right)}

Después de cierto reordenamiento inteligente de los términos viscosos en la ecuación (10):

{\displaystyle {\begin{aligned}\rho {\frac {Du}{Dt}}&=-{\frac {\partial P}{\partial x}}+\rho g_{x}+\mu \left[{\frac {\partial ^{2}u}{\partial x^{2}}}+{\frac {\partial }{\partial x}}{\frac {\partial u}{\partial x}}+{\frac {\partial }{\partial x}}{\frac {\partial v}{\partial y}}+{\frac {\partial ^{2}u}{\partial y^{2}}}+{\frac {\partial }{\partial x}}{\frac {\partial w}{\partial z}}+{\frac {\partial ^{2}u}{\partial z^{2}}}\right]\\&=-{\frac {\partial P}{\partial x}}+\rho g_{x}+\mu \left[{\frac {\partial }{\partial x}}\left({\frac {\partial u}{\partial x}}+{\frac {\partial v}{\partial y}}+{\frac {\partial w}{\partial z}}\right)+{\frac {\partial ^{2}u}{\partial x^{2}}}+{\frac {\partial ^{2}u}{\partial y^{2}}}+{\frac {\partial ^{2}u}{\partial z^{2}}}\right]\end{aligned}}}

El término entre paréntesis es cero debido a la ecuación de continuidad para flujo incompresible.

{\displaystyle {\frac {\partial u}{\partial x}}+{\frac {\partial v}{\partial y}}+{\frac {\partial w}{\partial z}}=0}

También se reconocen los últimos tres términos como el Laplaciano de la componente de velocidad u en coordenadas cartesianas. Por lo tanto, la componente x de la ecuación de cantidad de movimiento se escribe como:

(11){\displaystyle \rho {\frac {Du}{Dt}}=-{\frac {\partial P}{\partial x}}+\rho g_{x}+\mu \nabla ^{2}u}

De manera similar se escriben las componentes y, y z de la ecuación de cantidad de movimiento como:

(12){\displaystyle \rho {\frac {Dv}{Dt}}=-{\frac {\partial P}{\partial y}}+\rho g_{y}+\mu \nabla ^{2}v}

Y

(13){\displaystyle \rho {\frac {Dw}{Dt}}=-{\frac {\partial P}{\partial z}}+\rho g_{z}+\mu \nabla ^{2}w}

respectivamente. Por último, se combinan las tres componentes en una ecuación vectorial; el resultado es la ecuación de Navier-Stokes para flujo incompresible con viscosidad constante.
Ecuación de Navier-Stokes:

(14){\displaystyle \rho {\frac {D{\vec {V}}}{Dt}}=-{\vec {\nabla }}P+\rho {\vec {g}}+\mu \nabla ^{2}{\vec {V}}}

Aunque los componentes de la ecuación Navier-stokes se dedujeron en coordenadas cartesianas, la forma vectorial de la ecuación es válida en cualquier sistema coordenado ortogonal. Esta famosa ecuación recibe su nombre en honor al ingeniero francés Louis Marie Henri Navier (1785-1836) y al matemático inglés Sir George Gabriel Stokes (1819-1903), quienes desarrollaron los términos viscosos, aunque de manera independiente.
La ecuación de Navier-Stokes es la base de la mecánica de fluidos. Puede parecer suficientemente inocua, pero es una ecuación diferencial parcial de segundo orden, no lineal e inestable. Si fuera posible resolver esta ecuación para flujos de cualquier geometría, sería más sencillo. Por desgracia, las soluciones analíticas no se obtienen excepto para campos de flujo muy simples. La ecuación tiene cuatro incógnitas (tres componentes de velocidad y la presión), aunque solo representa tres ecuaciones (tres componentes puesto que es una ecuación vectorial). Obvio, es necesaria otra ecuación para solucionar el problema. La cuarta ecuación es la ecuación de continuidad para flujo incompresible:

{\displaystyle {\vec {\nabla }}\cdot {\vec {V}}=0}

Antes de intentar resolver ese conjunto de ecuaciones diferenciales, es necesario elegir un sistema coordenado y expandir las ecuaciones en dicho sistema coordenado.

### Ecuaciones de continuidad y de Navier-Stokes en coordenadas cartesianas
La ecuación de continuidad y la ecuación de Navier-Stokes  se expanden en coordenadas cartesianas (x, y, z) y (u, v, w):
Ecuación de continuidad de flujo incompresible:

{\displaystyle {\frac {\partial u}{\partial x}}+{\frac {\partial v}{\partial y}}+{\frac {\partial w}{\partial z}}=0}

Componente x de la ecuación de Navier-Stokes de flujo incompresible:

{\displaystyle \rho \left({\frac {\partial u}{\partial t}}+u{\frac {\partial u}{\partial x}}+v{\frac {\partial u}{\partial y}}+w{\frac {\partial u}{\partial z}}\right)=-{\frac {\partial P}{\partial x}}+\rho g_{x}+\mu \left({\frac {\partial ^{2}u}{\partial x^{2}}}+{\frac {\partial ^{2}u}{\partial y^{2}}}+{\frac {\partial ^{2}u}{\partial z^{2}}}\right)}

Componente y de la ecuación de Navier-Stokes de flujo incompresible:

{\displaystyle \rho \left({\frac {\partial v}{\partial t}}+u{\frac {\partial v}{\partial x}}+v{\frac {\partial v}{\partial y}}+w{\frac {\partial v}{\partial z}}\right)=-{\frac {\partial P}{\partial y}}+\rho g_{y}+\mu \left({\frac {\partial ^{2}v}{\partial x^{2}}}+{\frac {\partial ^{2}v}{\partial y^{2}}}+{\frac {\partial ^{2}v}{\partial z^{2}}}\right)}

Componente Z de la ecuación de Navier-Stokes de flujo incompresible:

{\displaystyle \rho \left({\frac {\partial w}{\partial t}}+u{\frac {\partial w}{\partial x}}+v{\frac {\partial w}{\partial y}}+w{\frac {\partial w}{\partial z}}\right)=-{\frac {\partial P}{\partial z}}+\rho g_{z}+\mu \left({\frac {\partial ^{2}w}{\partial x^{2}}}+{\frac {\partial ^{2}w}{\partial y^{2}}}+{\frac {\partial ^{2}w}{\partial z^{2}}}\right)}

### Ecuaciones de continuidad y de Navier-Stokes en coordenadas cilíndricas
La ecuación de continuidad y la ecuación de Navier-Stokes se expanden en coordenadas cilíndricas (r, θ, z) y (ur, uθ, uz):
Ecuación de continuidad de flujo incompresible:

{\displaystyle {\frac {1}{r}}{\frac {\partial (ru_{r})}{\partial r}}+{\frac {1}{r}}{\frac {\partial (u_{\theta })}{\partial \theta }}+{\frac {\partial (u_{z})}{\partial z}}=0}

Componente r de la ecuación de Navier-Stokes de flujo incompresible:

{\displaystyle \rho \left({\frac {\partial u_{r}}{\partial t}}+u_{r}{\frac {\partial u_{r}}{\partial r}}+{\frac {u_{\theta }}{r}}{\frac {\partial u_{r}}{\partial \theta }}-{\frac {u_{\theta }^{2}}{r}}+u_{z}{\frac {\partial u_{r}}{\partial z}}\right)=-{\frac {\partial p}{\partial r}}+\rho g_{r}+\mu \left[{\frac {\partial }{\partial r}}\left({\frac {1}{r}}{\frac {\partial \left(ru_{r}\right)}{\partial r}}\right)+{\frac {1}{r^{2}}}{\frac {\partial ^{2}u_{r}}{\partial \theta ^{2}}}-{\frac {2}{r^{2}}}{\frac {\partial ^{2}u_{\theta }}{\partial \theta ^{2}}}+{\frac {\partial ^{2}u_{r}}{\partial z^{2}}}\right]}

Componente θ de la ecuación de Navier-Stokes de flujo incompresible:

{\displaystyle \rho \left({\frac {\partial u_{\theta }}{\partial t}}+u_{r}{\frac {\partial u_{\theta }}{\partial r}}+{\frac {u_{\theta }}{r}}{\frac {\partial u_{\theta }}{\partial \theta }}+{\frac {u_{r}u_{\theta }}{r}}+u_{z}{\frac {\partial u_{\theta }}{\partial z}}\right)=-{\frac {1}{r}}{\frac {\partial p}{\partial \theta }}+\rho g_{\theta }+\mu \left[{\frac {\partial }{\partial r}}\left({\frac {1}{r}}{\frac {\partial \left(ru_{\theta }\right)}{\partial r}}\right)+{\frac {1}{r^{2}}}{\frac {\partial ^{2}u_{\theta }}{\partial \theta ^{2}}}+{\frac {2}{r^{2}}}{\frac {\partial ^{2}u_{r}}{\partial \theta ^{2}}}+{\frac {\partial ^{2}u_{\theta }}{\partial z^{2}}}\right]}

Componente z de la ecuación de Navier-Stokes de flujo incompresible:

{\displaystyle \rho \left({\frac {\partial u_{z}}{\partial t}}+u_{r}{\frac {\partial u_{z}}{\partial r}}+{\frac {u_{\theta }}{r}}{\frac {\partial u_{z}}{\partial \theta }}+u_{z}{\frac {\partial u_{z}}{\partial z}}\right)=-{\frac {\partial p}{\partial z}}+\rho g_{z}+\mu \left[{\frac {1}{r}}{\frac {\partial }{\partial r}}\left(r{\frac {\partial u_{z}}{\partial r}}\right)+{\frac {1}{r^{2}}}{\frac {\partial ^{2}u_{z}}{\partial \theta ^{2}}}+{\frac {\partial ^{2}u_{z}}{\partial z^{2}}}\right]}

Los términos adicionales en ambos lados de las componentes r y θ de la ecuación de Navier-Stokes surgen debido a la naturaleza especial de las coordenadas cilíndricas. De esta manera, conforme se mueve en la dirección θ, el vector unitario er, también cambia de dirección; por lo tanto, las componentes r y θ se acoplan.
A continuación, citaremos las seis componentes independientes del tensor de esfuerzo viscoso en coordenadas cilíndricas:

{\displaystyle \tau _{ij}={\begin{pmatrix}\tau _{rr}&\tau _{r\theta }&\tau _{rz}\\\tau _{\theta r}&\tau _{\theta \theta }&\tau _{\theta z}\\\tau _{zr}&\tau _{z\theta }&\tau _{zz}\end{pmatrix}}={\begin{pmatrix}2\mu {\frac {\partial u_{r}}{\partial r}}&\mu \left[r{\frac {\partial }{\partial r}}\left({\frac {u_{\theta }}{r}}\right)+{\frac {1}{r}}{\frac {\partial u_{r}}{\partial \theta }}\right]&\mu \left({\frac {\partial u_{r}}{\partial z}}+{\frac {\partial u_{z}}{\partial r}}\right)\\\mu \left[r{\frac {\partial }{\partial r}}\left({\frac {u_{\theta }}{r}}\right)+{\frac {1}{r}}{\frac {\partial u_{r}}{\partial \theta }}\right]&2\mu \left({\frac {1}{r}}{\frac {\partial u_{\theta }}{\partial \theta }}+{\frac {u_{r}}{r}}\right)&\mu \left({\frac {\partial u_{\theta }}{\partial z}}+{\frac {1}{r}}{\frac {\partial u_{z}}{\partial \theta }}\right)\\\mu \left({\frac {\partial u_{r}}{\partial z}}+{\frac {\partial u_{z}}{\partial r}}\right)&\mu \left({\frac {\partial u_{\theta }}{\partial z}}+{\frac {1}{r}}{\frac {\partial u_{z}}{\partial \theta }}\right)&2\mu {\frac {\partial u_{z}}{\partial z}}\end{pmatrix}}}

La aplicación de las ecuaciones diferenciales de movimiento tanto en coordenadas cartesianas como en cilíndricas. Existen dos tipos de problemas para los que son útiles las ecuaciones diferenciales (de continuidad y de Navier-Stokes):
- Cálculo de campo de presión para un campo de velocidad conocido.
- Cálculo de campos de velocidad y presión para un flujo de geometría conocida y condiciones de frontera conocidas.

Por simplicidad, solo se considera flujo incompresible, cuando se eliminan el cálculo de ρ como una variable. Además, la forma de la ecuación de Navier-Stokes solo es válida para fluidos newtonianos con propiedades constantes (viscosidad, conductividad térmica, entre otras). Para finalizar, se suponen variaciones de temperatura despreciables, de modo que T no es una variable. Quedan cuatro variables o incógnitas (presión más tres componentes de velocidad) y se tienen cuatro ecuaciones diferenciales.